# 치치 (드래곤볼)
치치(チチ, Chi-Chi)는 오리지널 드래곤볼에서 처음으로 등장하는 소녀이다. 어릴적에 손오공과 약혼을 약속해 어른이 될 때 결혼을 한다. 드래곤볼Z 에선 아주 무섭고 사나워서 손오공조차 무섭게한 유일한 사람이다. 아내, 또는 엄마로서 역할을 잘 소화시켜 냈다.
드래곤볼, 드래곤볼Z, 드래곤볼GT, 드래곤볼 슈퍼 시리즈를 더해갈수록 점점 나이를 먹어서 아이, 주부, 할머니로 변해간다. 하지만 손오공은 변함이 전혀 없다.

## 연표
- AGE 737년: 출생
- AGE 739년: 2세, 우마왕에게 피크닉에 갔을 때 성이 있는 양경산이 불타서 돌아갈 수 없게 된다.이때 산의 명칭이 후라이팬 산으로 바뀐다.
- AGE 749년: 12세.귀선인에게 부채부채를 빌리러 가던 중 오공과 만난다. 성별을 확인하려던 오공에게 다리 사이를 걷어찬 것으로 시집가기로 결심하고 약속을 받아낸다.
- AGE 756년: 19세. 전혀 마중 나오지 않은 오공에 저려 이름을 숨기고 제23회 천하일무도회에 '익명희망'이라는 선수 명의로 참가. 예선을 뚫고 본선에 진출하지만 1회전에서 오공에게 완패했다. 시합 종료 후, 약속을 떠올린 오공과 깨끗이 결혼, 대회 종료 후에 둘이 떠났다.
- AGE 757년: 20세. 손오반을 출산.
- AGE 761년: 24세. 카메하우스에 놀러갔다가 돌아오지 않는 부자를 우마왕과 함께 데리러 가지만 오공은 라디츠와의 싸움에서 전사하고 오반은 피콜로로 끌려갔음을 귀선인들에게서 알려준다.
- AGE 762년: 25세. 사이어인과의 싸움이 곧 끝나므로 구선인들과 함께 비행정을 타고 오공들 아래로 향한다.오공에 눈길도 주지 않고 오반만 걱정하는 모습에는 크리링에게는 기가 막혔고 야유로베에게서는 반감을 샀다.오반이 민달별행을 지원했을 때는 공부도 꺼내고 맹반대하지만 그때 피콜로를 모욕하는 발언을 했기 때문에 오히려 오반의 분노를 사고 결의를 다지는 것을 알고 양해한다.
- AGE 764년: 27세.우주에서 귀환한 오공으로부터 인조인간과의 싸움에 오반도 참여시켜 달라는 부탁을 받고 맹반대하지만 오공에게 잘못 날아간 뒤 마지못해 승낙했다.
- AGE 767-30세: 심장병이 나은 후 오공의 부탁으로 오반 수업도 승낙했고, 싸움이 끝난 후 오공에게는 일하도록 약속하게 했다.셀과의 싸움에서 오공이 죽은 후, 손오천을 출산.
- AGE 774: 37세. 마인부우(순진)에게 오반을 죽임당했기 때문에(실제 살아 있다), 트랭크스 일행과의 대결 대기를 기다리던 부우(악)를 잡아 분노하는 무모한 행동을 하고, 그 결과 알에 박혀 사망한다. 그 후 드래곤볼로 살아났다.
- AGE 776: 39세. 손오공과 함께 농업에 종사하다.
- AGE 778: 41세. 부르마의 생일 모임에 참석. 오반이 그레이트 사이어맨으로 분장하여 여흥을 하던 중 비델을 다치게 하였기 때문에 잠시 금주령을 내렸다.